# Двадесет и втори изтребителен авиополк
Двадесет и втори изтребителен авиополк е полк на Военновъздушните сили на Република България.

## История
Създаден е на 5 октомври 1951 г. с Указ на Народното събрание и Заповед на министъра на отбраната. Причислен е към първа изтребителна авиодивизия, базирана на летище Граф Игнатиево. Първият самолет, с който е въоръжен полка е реактивния Як-23. Същата година е пребазиран на летище Толбухин (днес Добрич). На 5 април 1955 г. полка е пребазиран на летище Безмер и получава нови самолети Миг-15. Три години по-късно на въоръжение са приети и самолети Миг-17. През 1960 г. полка се преименува на двадесет и втори изтребително бомбардировъчен авиополк. От 1961 г. е част от десети смесен авиационен корпус. През 1986 г. полка получава щурмови самолети Су-25К. На 1 септември 1993 г. полка се трансформира в щурмова авиационна база (ЩАБ) и се превръща в двадесет и втора щурмова авиобаза. През 2001 г. е закрита двадесет и шеста авиобаза и в резултат на това към полка са придадени нейните разузнавателни самолети Су-22М4 и Су-22 УМ3.

## Командири
Званията са към датата на заемане на длъжността:
- Майор Тошо Ангелов – 1951 – 1954 г.
- Майор Кирил Апостолов – 1954 – 1956 г.
- Майор Ради Радев – 1956 – 1958 г.
- Подп. Асен Горанов –1958 – 1959 г.
- Подп. Рашко Рашков – 1959 – 1961 г.
- Майор Йордан Ненов – 1961 – 1962 г.
- Полк. Христо Костадинов –1962 – 1965 г.
- Попк. Стоян Петров – 1965 – 1969 г.
- Полк. Иван Бедрозов – 1969 – 1973 г.
- Полк. Милан Христов – 1974 – 1978 г.
- Полк. Димитьр Калчев –1978 – 1982 г.
- Подп. Райчо Логинов –1982-1985 г.
- Подп. Иван Попгеоргиев – 1985 – 1988 г.
- Подп. Илия Сандев –1988 – 1990 г.
- Подп. Недко Пашелиев – 1990 – 1995 г.
- Полк. Тодор Чаушлиев – 1995 – 1999 г.
- Бриг.генерал Васил Димитров – 1999 -2008 г.
- Полк. Димитър Данев – 2008 – 2015 г.
- Полк. Валентин Иванов – 2015 -